# Барсак, Андре
Андре́ Барса́к (фр. André Barsacq, при рождении Анато́лий Петро́вич Барса́к; 24 января (5 февраля) 1909, Феодосия, Российская империя, ныне Крым — 3 февраля 1973, Париж, Франция) — французский художник, кинорежиссёр и сценарист российского происхождения. Брат режиссёра-постановщика Леона Барсака.

## Биография
Барсак родился в 1909 году в городе Феодосия в Крыму. Его отец Пьер Барсак был французом, а мать Ольга Рублева — русской; старший брат Леон впоследствии архитектор и художник по костюмам. В возрасте 15 лет он отправился в Париж, чтобы учиться в Парижской школе декоративного искусства и с тех пор жил во Франции. Ученик Дюллена и Копо. Работал в театре «Четыре сезона», одним из учредителей которого являлся. В 1928 году становится художником театра «Ателье» (фр.), организованного его учителем Шарлем Дюлленом. В 1940 году, когда последний оставляет свой театр, бразды руководства достаются Барсаку, ставившему на сцене как французскую, так и русскую классику. С 1928 года в кино (художник-декоратор «Денег» Марселя Л’Эрбье). Много сотрудничает с Жаном Гремийоном, Максом Офюльсом и другими ведущими режиссёрами. С 1952 года режиссёр кино, позже телевидения.

## Театр
С 1940 года — директор театра «Ателье». До середины 1950-х работал в театре как художник и режиссёр, впоследствии сосредоточился почти исключительно на режиссуре. Поставил десятки спектаклей, многие из русского классического репертуара. Ставил также спектакли в театрах «Comédie-Française», «Odeon», «Эберто», «Renaissance», «Habima» (Тель-Авив). Выпустил книгу «Театр Гоголя» (издательство Галлимар, 1950; переиздания — 1955 и 1970), в которую вошли его переводы пьес «Ревизор», «Женитьба» и «Игроки». Подготовил двухтомник «Театр Тургенева» (издательство Деноэль, 1963), который стал первым во Франции изданием пьес этого писателя. Автор статей о театре. В 1965 и 1971 годах совершил со своим театром гастрольное турне по СССР.
Отец известного театрального деятеля Алена-Алексиса Барсака.

## Избранная фильмография

### Художник
- 1928 — Деньги / L’argent
- 1928 — Мальдона / Maldone
- 1930 — Тайна жёлтой комнаты / Le mystère de la chambre jaune
- 1932 — Страдания толстяка / Le martyre de l’obèse
- 1935 — Парижские тайны / Les mystères de Paris
- 1937 — Южный почтовый / Courrier Sud
- 1937 — Ёсивара / Yoshiwara
- 1938 — Барнабе / Barnabé
- 1939 — Заложники / Les otages
- 1941 — Вольпоне / Volpone
- 1943 — Добродетельная Катрин / L’honorable Catherine

### Режиссёр
- 1952 — Красный занавес / Le rideau rouge (по Жану Аную)
- 1964 — Замок в Швеции / Château en Suède (по Франсуазе Саган, ТВ)
- 1966 — Месяц в деревне / Un mois à la campagne (по пьесе Ивана Тургенева, ТВ)
- 1968 — Идиот / L’idiot (по роману Фёдора Достоевского, ТВ)
- 1973 — Давид / David, la nuit tombe (по пьесе Бернарда Копса, ТВ)

### Сценарист
- 1952 — Красный занавес / Le rideau rouge
- 1956 — Ревизор / Le revizor ou L’inspecteur général (по пьесе Николая Гоголя, ТВ)
- 1968 — Идиот / L’idiot